# Liste der amtierenden deutschen Landesverbraucherschutzminister
Als Landesverbraucherschutzminister werden umgangssprachlich die für den Verbraucherschutz zuständigen Minister der deutschen Länder bezeichnet, unabhängig von der jeweils geltenden offiziellen Ressortbezeichnung. Die Verbraucherschutzminister der Länder arbeiten seit dem BSE-Skandal 2001 in einer eigenen Fachministerkonferenz, der Verbraucherschutzministerkonferenz (VSMK) zusammen, an der auch der zuständige Bundesminister teilnimmt. Durch ihre Mitgliedschaft im Bundesrat wirken die Verbraucherschutzminister an der Gesetzgebung des Bundes mit.

## Amtierende Verbraucherschutzminister der deutschen Länder
Von den Länderministern sind 11 Frauen und fünf Männer. Sechs sind Mitglied der CDU, vier der Grünen, drei der SPD, zwei der Linken sowie einer der Freien Wähler.
Die gegenwärtig längste Amtszeit hat Peter Hauk aus Baden-Württemberg (seit Mai 2016).
| Land                   | Name                 | Amtsantritt        | Regierung                        | Partei       | Bild |
| ---------------------- | -------------------- | ------------------ | -------------------------------- | ------------ | ---- |
| Baden-Württemberg      | Peter Hauk           | 12. Mai 2016       | Kretschmann II Kretschmann III   | CDU          |      |
| Bayern                 | Thorsten Glauber     | 12. November 2018  | Söder II Söder III               | Freie Wähler |      |
| Berlin                 | Felor Badenberg      | 27. April 2023     | Wegner                           | CDU          |      |
| Brandenburg            | Hanka Mittelstädt    | 11. Dezember 2024  | Woidke IV                        | SPD          |      |
| Bremen                 | Claudia Bernhard     | 15. August 2019    | Bovenschulte I Bovenschulte II   | Linke        |      |
| Hamburg                | Anna Gallina         | 10. Juni 2020      | Tschentscher II Tschentscher III | Grüne        |      |
| Hessen                 | Ingmar Jung          | 18. Januar 2024    | Rhein II                         | CDU          |      |
| Mecklenburg-Vorpommern | Jacqueline Bernhardt | 15. November 2021  | Schwesig II                      | Linke        |      |
| Niedersachsen          | Miriam Staudte       | 8. November 2022   | Weil III Lies                    | Grüne        |      |
| Nordrhein-Westfalen    | Silke Gorißen        | 29. Juni 2022      | Wüst II                          | CDU          |      |
| Rheinland-Pfalz        | Katharina Binz       | 18. Mai 2021       | Dreyer III Schweitzer            | Grüne        |      |
| Saarland               | Petra Berg           | 26. April 2022     | Rehlinger                        | SPD          |      |
| Sachsen                | Dirk Panter          | 19. Dezember 2024  | Kretschmer III                   | SPD          |      |
| Sachsen-Anhalt         | Franziska Weidinger  | 16. September 2021 | Haseloff III                     | CDU          |      |
| Schleswig-Holstein     | Werner Schwarz       | 29. Juni 2022      | Günther II                       | Grüne        |      |
| Thüringen              | Beate Meißner        | 13. Dezember 2024  | Voigt                            | CDU          |      |

## Länderarbeitsgemeinschaft Verbraucherschutz (LAV)
Gegründet 2002 als Länderarbeitsgemeinschaft gesundheitlicher Verbraucherschutz (LAGV) durch die Agrarminister- (AMK) und die Gesundheitsministerkonferenz wurde sie 2007 umbenannt und arbeitet der VSMK und AMK zu. Da der Vollzug regelmäßig Sache der Länder ist, dient sie einer untereinander abgestimmten Rechtsanwendung in den Bereichen
- Lebensmittel- und Futtermittelsicherheit und Ernährung,
- Tierschutz und -gesundheit,
- wirtschaftlicher Verbraucherschutz und
- damit zusammenhängendem Berufsrecht.

Dazu sind Arbeitsgruppen gebildet, die mit Vertretern der höchsten Landesbehörden unter Einbindung von Sachverständigen und Praktikern insbesondere Auslegungsfragen beantworten und Anwendungshilfen für die örtlichen Verwaltungs-, also auch Polizeibehörden entwickeln. So haben die von der Arbeitsgemeinschaft Tierschutz (LAV-AGT) erarbeiteten Handbücher für die Kontrolle von Tiertransporten, Nutztierhaltungen und Schlachtungen starke praktische Bedeutung, da die meisten deutschen Amtstierärzte nach diesen Vollzugshinweisen verfahren.

## Weblink
- Offizielle Website der VSMK

## Erläuterungen
1. ↑  In den Bundesländern Berlin, Hamburg und Bremen heißt die Regierung „Senat“, in Bayern und Sachsen „Staatsregierung“, in Rheinland-Pfalz „Ministerrat“ und in den restlichen Bundesländern „Landesregierung“.
2. ↑  Eigendarstellung der VMSK
3. ↑  Ziff. 7 der Geschäftsordnung (Seite nicht mehr abrufbar, festgestellt im März 2022. Suche in Webarchiven)  Info: Der Link wurde automatisch als defekt markiert. Bitte prüfe den Link gemäß Anleitung und entferne dann diesen Hinweis. der LAV
4. ↑  abrufbar über das Friedrich-Loeffler-Institut
5. ↑  am Beispiel Ministerium für Umwelt, Landwirtschaft und Energie Sachsen-Anhalt